# Řád dobré naděje
Řád dobré naděje (anglicky Order of Good Hope, afrikánsky Orde van de Goede Hoop) je zaniklý záslužný řád Jihoafrické republiky. Založen byl roku 1973. Zrušen byl v roce 2002.

## Historie
Řád byl založen 22. února 1973 vládou Jihoafrické republiky. Udílen byl za významnou podporu mezinárodních vztahů a zviditelnění obecných zájmů Jihoafrické republiky. Původně byl udílen pouze cizincům. Od roku 1980 do reformy řádu v roce 1988 mohl být udílen i občanům Jihoafrické republiky.
V 90. letech 20. století oznámil první černošský prezident Jihoafrické republiky Nelson Mandela reformu řádu, který nová vláda vnímala jako pozůstatek apartheidu. Symboly řádu (barva, kotva, latinské heslo) byly považovány za příliš evropské. Sporný byl i samotný název řádu, který odkazoval na mořeplavce Vasca da Gamu, který je považován za symbol kolonialismu. Bylo navrženo několik nových názvů, například Řád přátelství či Řád míru a dobré vůle. Kritizovány byly i náklady na výrobu vyznamenání.
Zrušen byl v roce 2002 za prezidenta Thaba Mbekiho během reformy systému státních vyznamenání Jihoafrické republiky. Nahrazen byl nově založeným Řádem společníků O. R. Tamba.

## Třídy
Řád byl udílen v pěti třídách. V letech 1973 až 1988 byl nejvyšší třídou velký řetěz, který byl v roce 1988 zrušen, a byla zavedena nová nejnižší třída, nazvaná člen, udílená až do zrušení řádu v roce 2002.

### 1973–1988
- velký řetěz – Tato třída byla udílena výhradně hlavám států.
- velkokříž – Tato třída byla udílena hlavám vlád, ministrům, soudcům, velvyslancům a dalším podobného postavení.
- velkodůstojník – Tato třída byla udílena zákonodárcům, vyslancům, vyšším důstojníkům a dalším podobného postavení.
- komandér – Tato třída byla udílena chargés d'affaires, generálním konzulům, plukovníkům a dalším podobného postavení.
- důstojník – Tato třída byla udílena konzulům, nižším důstojníkům a dalším podobného postavení.

### 1988–2002
- velkokříž – Tato třída byla udílena za vynikající služby hlavám států a výjimečně hlavám vlád.
- velkodůstojník – Tato třída byla udílena hlavám vlád, ministrům, soudcům, předsedům zákonodárných sborů, velvyslancům, vrchním velitelům a dalším podobného postavení.
- komandér – Tato třída byla udílena zákonodárcům, vyslancům, vyšším důstojníkům a dalším podobného postavení.
- důstojník – Tato třída byla udílena chargés d'affaires, generálním konzulům, plukovníkům a dalším podobného postavení.
- člen – Tato třída byla udílena konzulům, nižším důstojníkům a dalším podobného postavení.

## Insignie
Řádový odznak má tvar osmicípé hvězdy, jejíž cípy jsou tvořeny pěti různě dlouhými paprsky. Uprostřed je kulatý medailon. Uprostřed něho jsou na modře smaltovaném pozadí dva bílí ptáci. Medailon je lemován bíle smaltovaným kruhem s květinovým vzorem a v horní části nápisem SPES BONA. Ke stuze je odznak připojen pomocí přechodového prvku ve tvaru kotvy.
Stuha je smaragdově zelená se dvěma zlatými pruhy při obou okrajích.